# Santiago de Liniers y Bremond
Santiago de Liniers y Bremond (Niort, regne de França, 28 de juliol de 1753 - Córdoba de Tucumán, Argentina, 26 d'agost de 1810) fou un militar i mariner espanyol d'origen francès.
Pertanyent a una antiga i il·lustre família del Poitou, en la qual hi havia brillat molts militars, i comptava molt pocs anys quan ingressà com a patge en l'Orde de Sant Joan, després serví en el Regiment de Cavalleria Reial Piemont, i el 1775 s'incorporà al cos de la marina espanyola embarcant per primera vegada en el navili San José. Alferes de fragata l'any següent, prengué part en l'expedició del Brasil i es trobà en la presa de l'illa de Santa Catalina i en nombroses operacions contra els anglesos, especialment en el setge de Maó, en el qual el general de l'esquadra li confià una missió arriscadíssima, que portà a fi amb gran intrepidesa, sent ferit i ascendit a tinent de navili.
En el setge de Gibraltar menà una de les bateries flotants, poc després apressà la fragata anglesa Elisa, ascendí a capità de fragata el desembre de 1782 prengué par en l'atac contra l'Alger, i a petició pròpia fou destinat a la comissió encarregada d'aixecar l'atles de les costes d'Espanya en l'oceà i el Mediterrani. El 1788 se'l destinà a l'aguait del Río de la Plata, ascendí a capità de navili el 1792, i durant la guerra contra els anglesos des de 1796 fins al 1802 comanà les llanxes canoneres amb les que va sostenir repetits combats contra els bucs anglesos que blocaven les costes i protegí la navegació del cabotatge. Posteriorment se li confia el comanament d'un lloc de guaita subaltern establert a Buenos Aires, i a principis del 1806 refusà diversos bucs anglesos que intentaven reconèixer l'ancoratge.
Desembarcats els anglesos a Buenos Aires comanats pel general Beresford, i sent Liniers l'únic dels caps espanyols a les ordres del virrei Sobremonte que no havia capitulat, organitzà un pla per foragitar als invasors de Buenos Aires. L'1 d'agost de 1806 al front de 2.500 homes arribà enfront de Buenoa Aires i ocupà els corralons nomenats de Miserere; després d'acampar dirigí una intimació al general anglès, el qual contestà que estava disposat a defensar-se. Llavors Liniers ordenà un violent assalt que durà dos dies i donà com a resultat una decisiva vitorià pels espanyols i argentins i feu que els anglesos s'entreguessin després d'haver-se defensat heroicament.
Beresford fou conduït davant la presència de Liniers fou rebut cavallerosament pel vencedor, que l'abraçà, concedint-li tots els honors de la guerra. Com que durant aquells dies el virrei Sobremonte romania allunyat de la lluita amb diversos pretexts, el poble, recolzat per l'Audiència, aclamà a Liniers com a governador militar de Buenos Aires, ciutat a la qual posà en condicions molt favorables de defensa pel cas d'un nou atac. Liniers fou ascendit a brigadier de l'armada, i els oficials a les seves ordres també reberen la merescuda recompensa. Entretant, havien arribat d'Anglaterra grans reforços, els que després d'apoderar-se de Montevideo, es dirigiren a Buenos Aires. Atacada la plaça, Liniers es defensà bravament malgrat la seva inferioritat de recursos en homes i pertrets, i si bé al principi aconseguiren els invasors aconseguir avantatges positives, fou tal l'ímpetu i l'ardor dels espanyols, que derrotaren i quasi exterminaren a les forces del general anglès, que es veié obligat a retornar a Londres amb les restes del seu desfet exèrcit.
Com a premi a la seva valerosa conducta fou nomenat mariscal de camp i virrei del país que tan heroicament havia defensat i reconquistat. Durant el seu període de comanament, un dels més accidentats de la història de Buenos Aires, aconseguí captar-se pel seu encert i bondat les simpaties dels seus governats; proclamà a En Ferran VII el 13 d'agost de 1808, i als pocs dies arribà a la capital argentina el baró de Sostrey, enviat de Napoleó, però Liniers no volgué rebre'l per si sol i reuní a l'Ajuntament i a l'Audiència, davant de les quals corporacions va admetre a l'emissari francès; aquest donà compte de les renúncies de Baiona i comunicà les ordres rebudes per a reconèixer en Josep Bonaparte com a rei d'Espanya. Liniers es negà a la proclamació de l'intrús i reiterà la de Ferran VII.
Malgrat de les proves que havia donat del seu amor per Espanya, alguns descontents tramaren una conspiració per a deposar-lo del seu càrrec, pretextant que pel seu naixement podia ser favorable als francesos. Liniers dimití, però Saavedra, al front de les seves tropes, s'oposà en virtut del vot i aclamació popular, decidint-se llavors a continuar en el desenvolupament del seu càrrec. No obstant la Junta Central de Sevilla ja havia accedit als desitjós del rei, anomenant en el seu lloc en Baltasar Hidalgo de Cisneros i ordenant-li embarcar-se cap a la península Ibèrica, però volent-li donar el govern un testimoni d'agraïment li concedí el títol de comte de Buenos Aires i una pensió de 100.000 rals anuals.
Liniers es retirà a Córdoba de Tucumán, i el juny de 1810, quan es disposava a retornar a Espanya, va rebre una comunicació del virrei en el qual li comunicava l'alçament de Buenos Aires i li pregava que adoptés les mesures que considerés oportunes per a restablir el domini espanyol, ja que coneixia el país com pocs i gaudia en ell de simpaties generals. Liniers es disposà a l'acte a complir els desitjos de l'antic virrei, i envià a Córdoba amb una missió secreta a un jove nomenat Lavin, el qual es dirigí a la casa del degà en Gregorio Funes, amb el qual l'unia una relació amistosa, i era precisament l'agent ocult de la revolució en aquella ciutat. Posats ambdós d'acord. Funes va poder conèixer al detall el pla de Liniers i aprofità aquesta circumstància en benefici dels revolucionaris, impedint, ensems que fingia ser un fidel auxiliar dels reialistes, la realització dels projectes d'aquests.

No tardà Liniers a assabentar-se de la deslleialtat de Funes i veié agreujada la seva situació perquè desertaren quasi tots els homes que havia reunit, decidit passar al Perú, però enganyat per uns guies infidels, va caure en poder dels rebels junt amb el bisbe Rodrigo de Orellana, el governador de Córdoba en Juan Gutiérrez de la Concha, el seu assessor en Victoriano Rodríguez, el coronel de la milícia en Santiago Allende, l'oficial Joaquín Moreno i el prevere Pedro Alcántara Jiménez, sent afusellats l'endemà, amb l'excepció del bisbe i el seu rector. El canonge Funes, traïció a la qual degué la mort Liniers, deia així d'ell en la seva obra Independencia de Buenos Aires:
| « | <Liniers era de presencia gentil, d'aire noble i de port cavalleresc; el seu discurs i ànima ardent el feien agosarat en el consell i ràpid en l'execució: liberal i magnànim sense mesura, era l'encant de tothom. El foc de la imaginació i la abundància de sentiments generosos formaven el fons del seu caràcter>. | » |

Dels dos fills del segon matrimoni del virrei Liniers, el gran, comte de Liniers en la successió francesa i hereu del títol de comte de Buenos Aires a Espanya, s'establí a França; el segon, Tomás de Liniers y Sarratea, continuà al servei del rei d'Espanya servint en l'exèrcit destins de campanya molt apreciats en la seva full de serveis, i desenvolupant d'altres tan meritoris com el de comandant de granaders de a cavall de la Guàrdia Reial. Aconseguí el grau de coronel de cavalleria, i voluntàriament retirat, morí a Burgos el 3 de setembre de 1881.